# Itapetininga
Itapetininga este un oraș în São Paulo (SP), Brazilia.
1. ↑  Instituto Brasileiro de Geografia e Estatística, accesat în 15 iunie 2024